# Jaroslav Netolička
Jaroslav Netolička, né le 3 mars 1954 à Opava (Tchécoslovaquie), est un footballeur tchèque, évoluant au poste de gardien de but. Au cours de sa carrière, il évolue au Dukla Prague, au TJ Vítkovice, au TSV 1860 Munich, au SC Hasselt, au ŽD Bohumín, au Sabah FA et au Slavoj Kovkor Bruntál ainsi qu'en équipe de Tchécoslovaquie.
Netolička reçoit quinze sélections avec l'équipe de Tchécoslovaquie entre 1978 et 1981. Il participe aux Jeux olympiques en 1980, au Championnat d'Europe en 1980 avec l'équipe de Tchécoslovaquie.

## Carrière de joueur
- 1973-1982 : Dukla Prague
- 1983-1985 : TJ Vítkovice
- 1985-1986 : TSV 1860 Munich
- 1986-1988 : TJ Vítkovice
- 1988-1989 : SC Hasselt
- 1989-1990 : ŽD Bohumín
- 1990-1993 : Sabah FA
- 1993-1994 : Slavoj Kovkor Bruntál

## Palmarès

### En équipe nationale
- 15 sélections et 0 but avec l'équipe de Tchécoslovaquie entre 1978 et 1981
- Vainqueur des Jeux olympiques en 1980

### Avec le Dukla Prague
- Vainqueur du Championnat de Tchécoslovaquie de football en 1977, 1978 et 1982
- Vainqueur de la Coupe de Tchécoslovaquie en 1981